# Mortes em 2018
Esta é uma relação de pessoas notáveis que morreram durante o ano de 2018.